# بوريت سور كانتش
بوريت سور كانتش (بالفرنسية: Bouret-sur-Canche)‏ هي بلدية تقع في إقليم باد كاليه من منطقة نور با دو كاليه في شمال فرنسا. تبلغ مساحة هذه المدينة 4.87 (كم²)، وترتفع عن سطح البحر 76 م، يبلغ عدد سكانها 245 نسمة حسب إحصاء المعهد الوطني للإحصاء والدراسات الاقتصادية سنة 2009 م. وترأس Jean-Michel Delattre البلدية خلال فترة (2008-2014).